# Coface
Coface, acronimo di Compagnie Française d'Assurance pour le Commerce Extérieur, è stata fondata in Francia nel 1946 come Agenzia di credito all'esportazione; offre servizi di assicurazione dei crediti commerciali alle imprese private.

## Storia
All'inizio degli anni '90 inizia ad espandersi sui mercati internazionali: in Germania e in Austria nel 1991, nel Regno Unito e in Italia nel 1992. Nel 2018 ha una presenza diretta in 66 paesi e copertura dei rischi in quasi 200 paesi.
Nel 1994 Coface viene privatizzata; il Gruppo continua a gestire le garanzie pubbliche per conto dello Stato francese. Nel 2004 Natexis Banques Populaires diventa l'unico proprietario di Coface, con contestuale ritiro dalle negoziazioni di borsa; nel 2006 Coface entra sotto il controllo totale di Natixis, la banca di investimenti del gruppo BPCE (al tempo, il secondo gruppo bancario per dimensioni in Francia). Nel mese di giugno 2014, Coface torna in borsa con una IPO sul mercato Euronext di Parigi.
Coface è attribuita col rating AA- da parte di Fitch e A2 da parte di Moody's, con prospettive stabili per entrambi.

## Coface in Italia
Nel 1987 viene fondata la società di assicurazioni La Viscontea. Fa il suo ingresso nel capitale de La Viscontea nel 1992, arrivando al 51% nel 1994. Nel 2002 Coface acquisisce l'intero capitale de La Viscontea, che modifica la ragione sociale in "Viscontea Coface", per diventare Coface Assicurazioni nel 2006.
Nel 2012 avviene la fusione per incorporazione di Coface Assicurazioni S.p.A. in Coface Compagnie Française d'Assurance pour le commerce exterieur S.A. - Rappresentanza Generale per l'Italia.
In Italia Coface, a fianco delle soluzioni per l'assicurazione dei crediti commerciali che rappresentano il core business del Gruppo, propone cauzioni e polizze fideiussorie, collocandosi al secondo posto nel ramo credito e tra le prime Compagnie nel ramo cauzioni. La rete di distribuzione conta 65 agenti generali ripartiti in 38 agenzie operanti sul territorio nazionale.